# Eufemie Mazovská († 1447)
Eufemie Mazovská zvaná Ofka (polsky Eufemia mazowiecka) (narozena 1395/1398, zemřela před 17. září 1447) – kněžna mazovská, kněžna těšínská z těšínské větve Piastovců, členka královského rodu Jagellonců, regentka Těšínského knížectví.

## Život
Podle kronikáře Jana Dluhoše (polsky Jana Długosz) byla velice příjemná, laskavá. Lid ji nazýval Ofkou.

## Manželství
V roce 1412, 26. listopadu, se provdala za Boleslava I. Těšínského, a to na základě papežského dispensu (mezi ní a jejím manželem byl třetí stupeň pokrevní příbuznosti). Sňatek se uskutečnil pravděpodobně ve Wiślici (Svatokřížské vojvodství, okres Busko, GPS 50.348852, 20.673886), pod patronátem polského krále Vladislava II. Jagella. Král Vladislav II., strýc Eufemie, tím chtěl docílit spojenectví mezi Krakovem a Těšínským Slezskem.
V manželství se narodilo pět dětí:
- Aleksandra (po 1412– po 1460), ⚭ uherský palatin Vladislav z Gary
- Václav I. (1413/1418–1474), těšínský a bytomský kníže, ⚭ 1439 Alžběta Braniborská (1403–1449)
- Vladislav (1420–1460), kníže těšínský, kníže hlohovsko-zaháňský, ⚭ 1444 Markéta Celjská (1411–1480)
- Přemysl II. (1420–1477), kníže těšínský, kníže hlohovský, ⚭ 1465 Anna Varšavská (1450/53–1480)
- Boleslav II. (1425–1452), kníže těšínský a bytomský, ⚭ 1448 Anna Bělská (1430–1490)

V roce 1424 spolu s manželem byla přítomna na korunovaci čtvrté ženy Vladislava II. – Sofie Litevské.

## Vláda
Již krátce po svatbě přenesla z Mazovského knížectví do Těšínského knížectví administrativní systém.

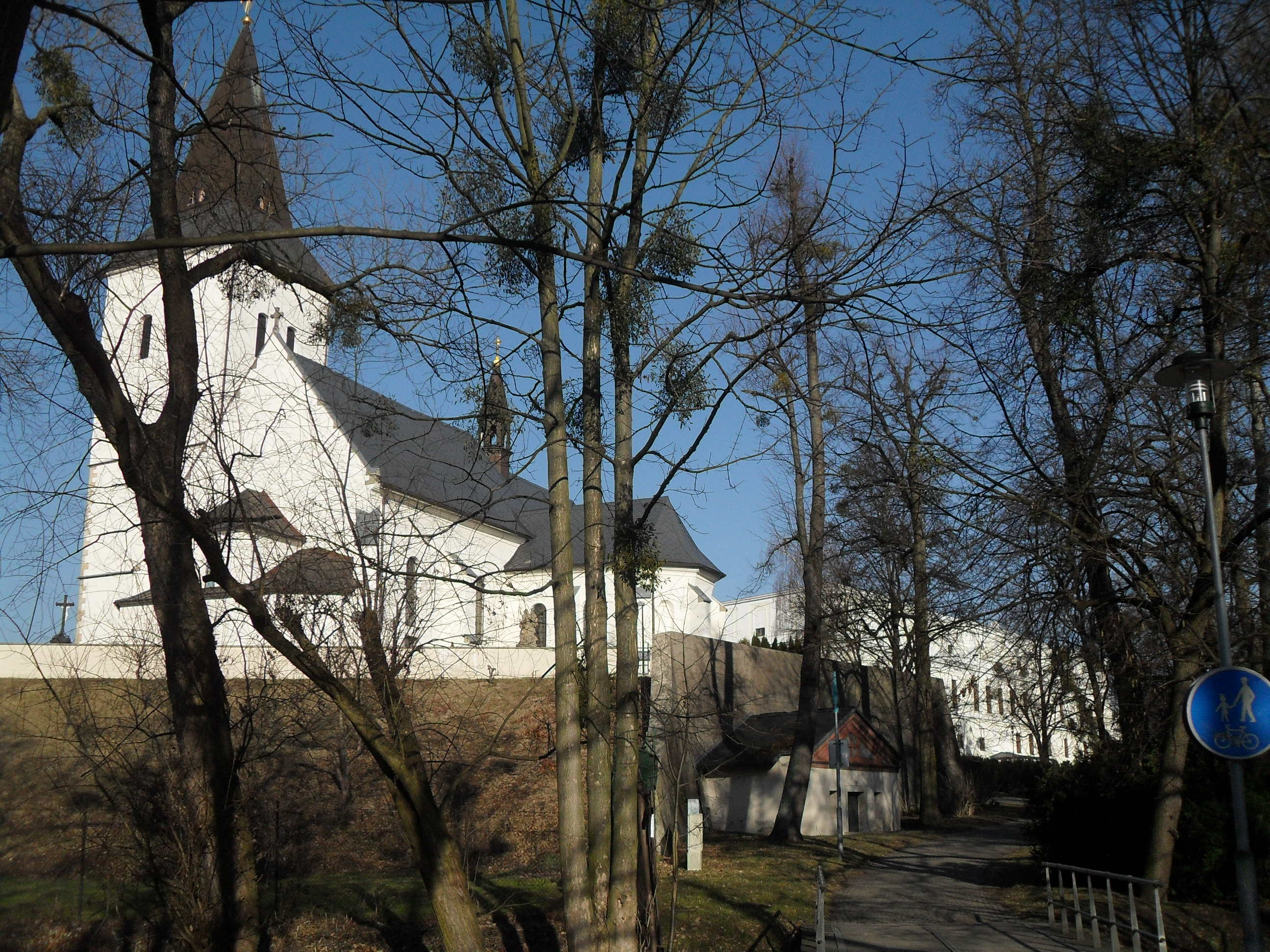
Kněžna Eufemie obdržela darem od svého manžela Boleslava I. Fryštátský hrad, který proměnila v rezidenci a přesídlila do něj

Po smrti manžela (6. května 1431) převzala nad Těšínským knížectvím vládu, spolu se svými syny. Přestavěla gotický hrad ve Fryštátě v okázalou rezidenci, na který přesídlila. Vzhledem k vysokému zadlužení knížectví, prodala městu Těšínu v roce 1438 právo razit mince.
V roce 1435, za její přítomnosti, uzavřel její syn Václav I. s Polským královstvím dohodu o společném boji proti pohraničním loupežným bandám.
V roce 1442 (24. prosince) udělila Václavu I. souhlas k prodeji Seveřského knížectví krakovskému biskupovi Zbyškovi Olešnickému (polsky Zbigniew Oleśnicki).
Za života kněžny bylo knížectví jednotné. Po její smrti bylo rozděleno mezi její syny – Přemysla II. a Boleslava II. Přemysl vládl do své smrti roku 1477 v Těšíně, zatímco Boleslav II. zůstal s matkou ve Fryštátě. Bylo to poprvé, kdy bylo dosud jednotné knížectví rozděleno na dvě části. Těšínská větev Piastovců pak pokračovala fryštátskou linií, Boleslavovým synem Kazimírem II.

## Smrt
Kněžna zemřela před datem 17. září 1447. Pravděpodobně byla pohřbena v klášteře dominikánů v Těšíně, v nekropoli kostela svaté Máří Magdalény. Po boku svého manžela.